# College voor Toetsen en Examens
Het College voor Toetsen en Examens (CvTE), tot 1 augustus 2014 het College voor Examens (CvE), is een zelfstandig bestuursorgaan en is namens de overheid verantwoordelijk voor de kwaliteit en het niveau van centrale examens en toetsen in Nederland. Het CvTE voert taken uit onder verantwoordelijkheid van het ministerie van OCW.
Diploma’s in Nederland zijn voor een groot deel gebaseerd op landelijke, centrale examens. Het is dan ook belangrijk dat vervolgopleidingen en werkgevers erop kunnen vertrouwen dat die diploma’s goede centrale examens en toetsen als basis hebben. Het CvTE zorgt daarvoor. 

## De taken
De centrale examens waar het CvTE verantwoordelijk voor is, zijn:
- de centrale examens in het voortgezet onderwijs
- de staatsexamens in het voortgezet onderwijs
- de centrale examens Nederlandse taal en Engels in het mbo
- het staatsexamen Nederlands als tweede taal (Nt2)

Ook is het CvTE verantwoordelijk voor de kwaliteitsbewaking en normering van doorstroomtoetsen en leerlingvolgsystemen in het primair onderwijs.
In het hele toets- en examenproces werkt het CvTE samen met onder meer Cito, DUO, OCW, SLO en vele andere partijen. Elke partij heeft haar eigen verantwoordelijkheid in het examenproces.
Het College voor Toetsen en Examens is in oktober 2009 opgericht. De CEVO, Staatsexamencommissie VO en Staatsexamencommissie NT2 zijn toen in het College voor Toetsen en Examens opgegaan.